# Ajagös
Ajagös (kasachisch Аягөз; russisch Аягоз Ajagos) ist eine Stadt in Kasachstan mit 41.228 Einwohnern (Stand: 1. Januar 2025). Sie ist ein wichtiger Verkehrsknotenpunkt im Osten des Landes und bedeutender Militärstandort.

## Geographische Lage
Ajagös befindet sich im Westen Kasachstans im Gebiet Abai. Die Stadt liegt am südöstlichen Rand der Saryarka, einer ausgedehnten Steppe im Zentrum des Landes, an beiden Ufern des gleichnamigen Flusses Ajagös. Ajagös ist das Verwaltungszentrum des Audan Ajagös.

## Bevölkerung
Bei der Volkszählung 1999 wurde für Ajagös eine Einwohnerzahl von 38.470 Menschen angegeben. Bei der Volkszählung im Jahr 2009 hatte der Ort 37.537 Einwohner. Bei der letzten Volkszählung 2021 lebten 42.351 Menschen in Ajagös. Die Fortschreibung der Bevölkerungszahl ergab zum 1. Januar 2025 eine Einwohnerzahl von 41.228. Über 90 Prozent von ihnen sind ethnische Kasachen, fünf Prozent Russen und etwa ein Prozent Tataren. Uiguren (0,4 %) und Deutsche (0,2 %) bilden sehr kleine Minderheiten. Wie im ruralen Ostkasasachstan üblich, sprechen auch die Russen die lokale lingua franca, Kasachisch.
| Einwohnerentwicklung               | Einwohnerentwicklung | Einwohnerentwicklung | Einwohnerentwicklung | Einwohnerentwicklung | Einwohnerentwicklung | Einwohnerentwicklung | Einwohnerentwicklung |
| 1939                               | 1959                 | 1970                 | 1979                 | 1989                 | 1999                 | 2009                 | 2021                 |
| ---------------------------------- | -------------------- | -------------------- | -------------------- | -------------------- | -------------------- | -------------------- | -------------------- |
| 21.298                             | 31.061               | 35.827               | 38.969               | 42.729               | 38.470               | 37.537               | 42.351               |
| Anmerkung: Volkszählungsergebnisse |                      |                      |                      |                      |                      |                      |                      |

## Geschichte
Der Ort wurde 1831 von Sergei Lukin gegründet. 1854 wurde der Ort, die nach dem gleichnamigen Fluss benannt war, zum Verwaltungssitz eines Rajon in der neu gegründeten Oblast Semipalatinsk. Ab 1860 wurde Ajagös zu einer ländlichen Siedlung herabgestuft, die zum Rajon Lepsi gehört, und bekam den Namen Sergiopol (Сергиополь). Am 31. Dezember 1928 ereignete sich in der Stadt ein Pogrom von ethnischen Russen an Kasachen. Die heutige Stadt entstand größtenteils ab 1931 als Bahnhofssiedlung mit dem Bau der Turkestan-Sibirischen Eisenbahn. 1939 bekam der Ort die Stadtrechte verliehen und wurde in Ajagos umbenannt.
Mit dem Anschluss an das Eisenbahnnetz begann in der Sowjetunion die Entwicklung der Stadt. Es wurde ein Telegraphenbüro eingerichtet, erste Schulen wurden eröffnet und die Bevölkerung begann zu wachsen. Es entstanden Betriebe zur Wartung von Lokomotiven, wodurch Arbeitsplätze entstanden und Menschen aus den umliegenden Dörfern in die Stadt lockte. Später wurden ein fleischverarbeitender Betrieb und ein Betrieb zur Herstellung von Filzstiefeln gegründet. Ajagös wurde in der Sowjetunion aufgrund der geografischen Nähe zu China zu einem wichtigen Militärstützpunkt ausgebaut. So war neben einer Panzerdivision auch eine Flugabwehrraketenbrigade hier stationiert.

## Verkehr
Die Stadt liegt an der Turkestan-Sibirischen Eisenbahnstrecke. Seit 2023 befindet sich die davon abzweigende Bahnstrecke Ajagös–Tacheng im Bau.
Ajagös ist ein wichtiger Fernstraßenknotenpunkt im östlichen Kasachstan, denn hier kreuzen sich die wichtigen Ost-West-Route A20 aus Temirtau und die mehr als 1000 km lange A3, die die ehemalige Hauptstadt Almaty mit dem ostkasachischen Verwaltungszentrum Öskemen (Ust-Kamenogorsk) verbindet.

### Bildung
Ajagös verfügt über sechs kasachische und eine russische Primarschule.

## Persönlichkeiten
- Qurbān-ʻAlī Khālidī (1846–1913), Historiker
- Tolkyn Zabirova (geb. 1970), Sängerin